# 二口温泉
二口温泉（ふたくちおんせん）は、宮城県仙台市太白区（旧国陸奥国、明治以降は陸前国）にあった温泉。一軒宿だったが、2014年4月1日からは営業されていない。

## 泉質
- 単純温泉（低張性アルカリ性低温泉）
  - 源泉温度26〜27℃
  - 無色透明の源泉。pH9.5の高いアルカリ性を持つ。

## 温泉跡地
名取川源流付近、磐司（ばんじ）岩の近くに一軒宿の磐司山荘があった。旧温泉地から山形県方面には二口峡谷が広がる。秋保ビジターセンターも近くに所在する。
なお、秋保ビジターセンターの利用期間は4月～11月である。

## アクセス
- 鉄道 : 仙山線愛子駅から仙台市営バス二口行で約60分。